# Eva (1962)
Eva ist ein französisch-italienisches Filmmelodram von 1962 nach dem gleichnamigen Roman (1945) von James Hadley Chase. Unter der Regie von Joseph Losey spielen Jeanne Moreau und Stanley Baker die Hauptrollen.

## Handlung
Venedig im Herbst 1961. Der Waliser Tyvian Jones ist durch einen autobiografisch angehauchten Roman über walisische Minenarbeiter zu einigem Ruhm gekommen. Das Werk, vom italienischen Regisseur Sergio Branco Malloni verfilmt, soll nun in der Lagunenstadt auf der Biennale vorgestellt werden. Der allseits umworbene, jedoch wenig sympathische Jones wird aufgrund seiner literarischen Leistung regelrecht gehypet, auch die schöne Produktionssekretärin Francesca Ferrara umgarnt ihn. Was niemand weiß: Tyvian Jones hat das Werk nicht selbst geschrieben, es ist die Hinterlassenschaft seines verstorbenen Bruders. Übellaunig und gereizt hält Jones seine ihn bewundernde Umgebung auf Abstand und geht auch nicht explizit auf Mallonis Angebot ein, seine nächste (dann ebenfalls zu verfilmende) literarische Arbeit komplett durchfinanzieren zu wollen. Der Film wird ein großer Erfolg und ermöglicht es Jones, ein luxuriöses Haus in Venedig anzumieten.
Als er einer geheimnisvollen Unbekannten namens Eva begegnet, ändert sich sein Leben und sein Verhalten komplett. Von Anbeginn ist Jones vollkommen fasziniert von dieser Frau, die ihm offensichtlich keinerlei Interesse entgegenbringt. Tyvian verfällt Eva augenblicklich, kann ihren Begleiter loswerden und macht sich an sie heran, bekommt jedoch von ihr einen Aschenbecher an den Kopf geworfen. Fortan lässt sich der raubauzige Waliser von ihr demütigen und ist bereit, diese luxusverwöhnte Fremde finanziell auszuhalten, wie viel auch immer sie von ihm verlangen möge. Eva ist skrupellos und nutzt seine Hörigkeit aus, wirft Tyvians Geld mit vollen Händen aus dem Fenster. Ein Telefonanruf genügt, und Tyvian lässt alles stehen und liegen, selbst Freunde und seine Freundin Francesca. Ja, Jones gesteht ihr sogar den literarischen Betrug, der ihm Ruhm und Geld einbrachte: Nämlich, dass er lediglich die Aufzeichnungen seines toten Bruders gesammelt und diese unter seinem eigenen Namen veröffentlicht habe. Eva ist derweil längst auf der Suche nach anderen vermögenden Gönnern. Nach einem teuren Wochenende in Venedig wirft ihn Eva aus dem Hotelzimmer, als er ihr nicht genügend bezahlen kann. Tyvian heiratet schließlich seine Verlobte Francesca.
Doch all dies bringt nichts, er bleibt ihr hoffnungslos verfallen. Seine frisch angetraute Ehefrau überrascht ihn beim neuerlichen Rendezvous mit Eva und verübt daraufhin mit einem Boot Selbstmord. Tyvian läuft ihr nach, kann sie jedoch nicht aufhalten.
Tyvian beobachtet Eva heimlich in ihrem Haus. Schließlich schleicht er sich hinein mit der Absicht, Eva zu ermorden. Doch wieder knickt er vor ihrer erotischen Allmacht über ihn ein, und sie gönnt sich das Vergnügen, ihn aus dem Haus zu peitschen und ihn einen Versager zu nennen.
Auch zwei Jahre nach Francescas Tod ist er hinter Eva her. Diese trifft sich mit einem neuen Gönner und ist kurz vor einer Kreuzfahrt. Tyvian will sie anschließend vom Hafen abholen. Eva zeigt ihm die kalte Schulter und sagt nur "Falls ich zurückkomme".

## Produktionsnotizen
Eva entstand im Winter 1961/62 in Venedig und wurde am 3. Oktober 1962 in Paris uraufgeführt. Die italienische Erstaufführung erfolgte zehn Tage später. In Deutschland konnte man Eva erstmals am 30. November 1962 sehen, in Österreich am 2. April 1963.
Die Filmbauten entwarfen Richard Macdonald und Luigi Scaccianoce, Pasqualino de Santis war einfacher Kameramann unter Gianni di Venanzos Chefkamera. Henri Decae war gleichfalls (ungenannt) an der Kameraarbeit beteiligt. Carlo Savina übernahm die musikalische Leitung.
Die Kostüme stammten alle von Vera Marzot, einzig die Kostüme für Jeanne Moreau wurden von Pierre Cardin entworfen.
Die deutsche Synchronfassung leitete Conrad von Molo nach einem Buch von Beate von Molo.

## Kritiken
„Schauplatz dieser Mär ist vorzugsweise Venedig. Und wie jüngst bei Käutner Signor Martelli, so steht hier Gianni di Venanzo, Antonionis verdienter Kameramann, auf mühsam modisch übertünchtem verlorenem Posten. Das kühl tuende Bild ist so überanstrengt wie das auf Understatement bedachte Spiel der Moreau als Eva. Man fragt sich, was den Cinéasten-Geheimtip Joseph Losey, der es bislang mit den kritisch ambitionierten Reißern hielt (‚Die tödliche Falle‘, ‚Die Spur führt ins Nichts‘), zur Verfertigung dieses Films getrieben hat. Losey ist schließlich kein Vadim, und die Moreau sollte es nicht nötig haben, nach Asta Nielsen zu schielen.“

Paimann’s Filmlisten resümierte: „Diese seelische Sezierarbeit bietet neben charakterlichen Komplikationen hochgeschraubte Erotik; nicht ohne belängenden Leerlauf trotz ausgewählter Interpreten. Neben optischer Dezenz gedankliche Perversität, nicht nur in den Dialogen.“

„Mit einer übertrieben künstlerischen Fotografie arbeitender Film, der seine unsägliche Geschichte voller Symbolismen darbietet. Wegen Veränderungen in der Postproduktionsphase schwer im Gesamtwerk Joseph Loseys einzuordnen.“

„Moreau ist gut besetzt als die Personifizierung des Bösen.“

„Alberne Geschichte um eine Femme fatale. Bisweilen elegante freudianische Momente, läuft der Film länger, als er willkommen ist.“